# Synasellus robusticornis
Synasellus robusticornis är en kräftdjursart som beskrevs av Odette Afonso 1987. Synasellus robusticornis ingår i släktet Synasellus och familjen sötvattensgråsuggor. Inga underarter finns listade i Catalogue of Life.